# Життя на обмін
«Життя на обмін» (кит. трад. 交換人生, спр. 交换人生, піньїнь: Jiāohuàn Rénshēng) — китайська фентезійна кінокомедія 2023 року режисера Су Луня з Лей Цзяїнь, Чжаном Сяофеєм та Чжанем Юхао в головних ролях. Прем'єра фільму відбулася 22 січня 2023 року на Китайський Новий рік.

## Сюжет
Вісімнадцятирічний Лу Сяоґу міняється місцями з адвокатом Чжун Да, хлопцем 30-річної Цзінь Хао, в яку Лу Сяоґу таємно закоханий.

## Акторський склад
- Лей Цзяїнь — Чжун Да[3]
- Чжан Сяофей — Цзінь Хао[3]
- Чжан Юхао — Лу Сяоґу[3]

## Прем'єра
Фільм вийшов на екрани 22 січня 2023 року. У день виходу він зібрав 150 мільйонів юанів.